# Benjamin Evangelista
Benjamin Evangelista (nascido em 29 de março de 1949) é um ex-ciclista filipino. Ele representou seu país durante os Jogos Olímpicos de Verão de 1968, na prova de perseguição individual (4 000 m).